# Augustiner-Chorherrenstift Raudnitz

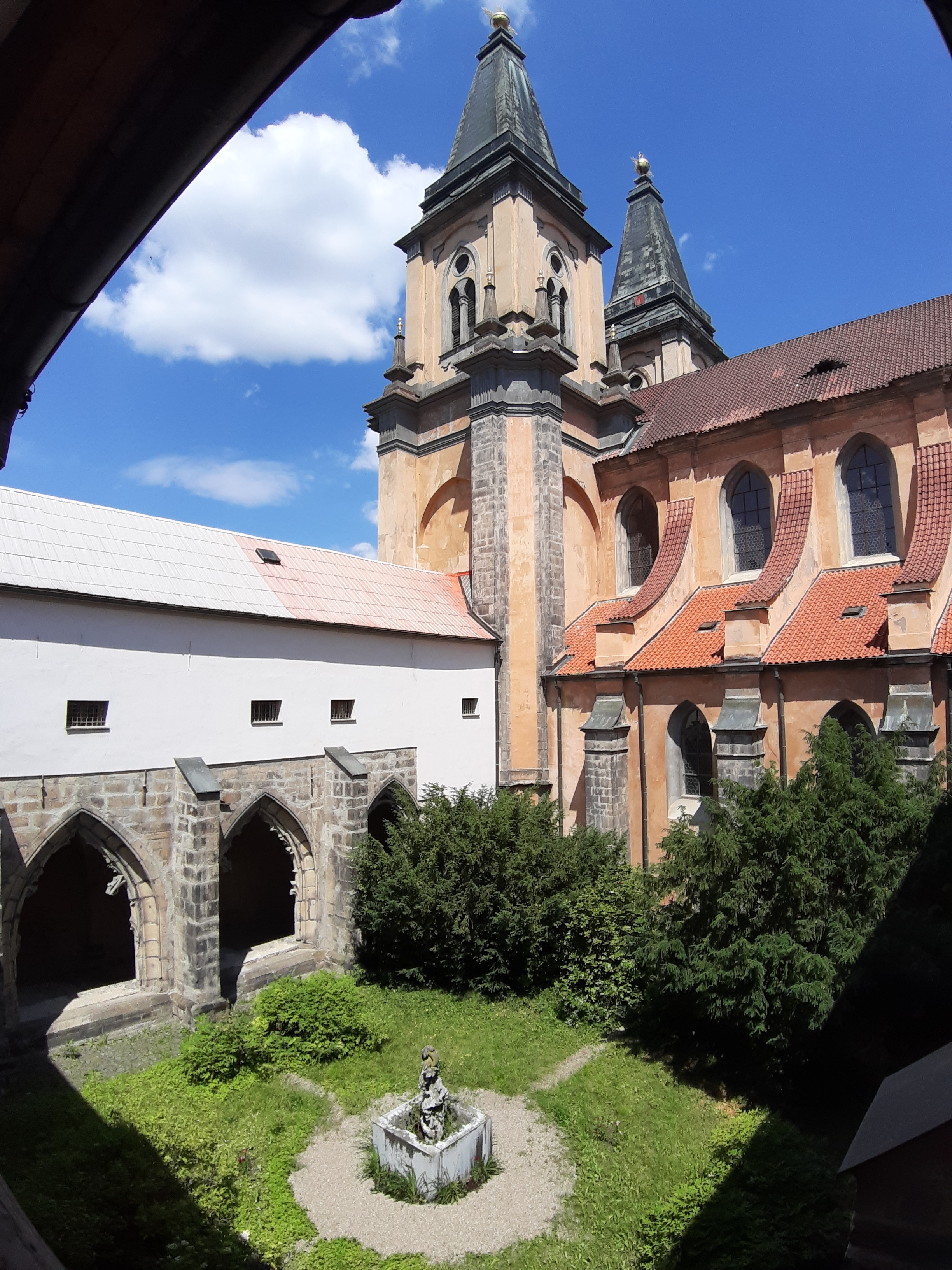
Klosterhof des Chorherrenstifts in Roudnice

Das ehemalige Augustiner-Chorherrenstift Raudnitz (tschechisch Augustiniánský klášter v Roudnici nad Labem, auch klášter augustiniánů kanovníků; lateinisch Rudnicensis canonicorum regularium sancti Augustini) wurde 1333 durch den Prager Bischof Johann von Dražice in Raudnitz gegründet. Es war das erste Chorherrenstift in Böhmen und damit Stammkloster der nach ihm benannten „Raudnitzer Reform“ (Consuetudines Rudnicenses). Durch die reich ausgestattete Stiftsbibliothek und das stiftseigene Skriptorium wurde die Kanonie ein religiöses und kulturelles Zentrum im Königreich Böhmen und darüber hinaus.

## Geschichte

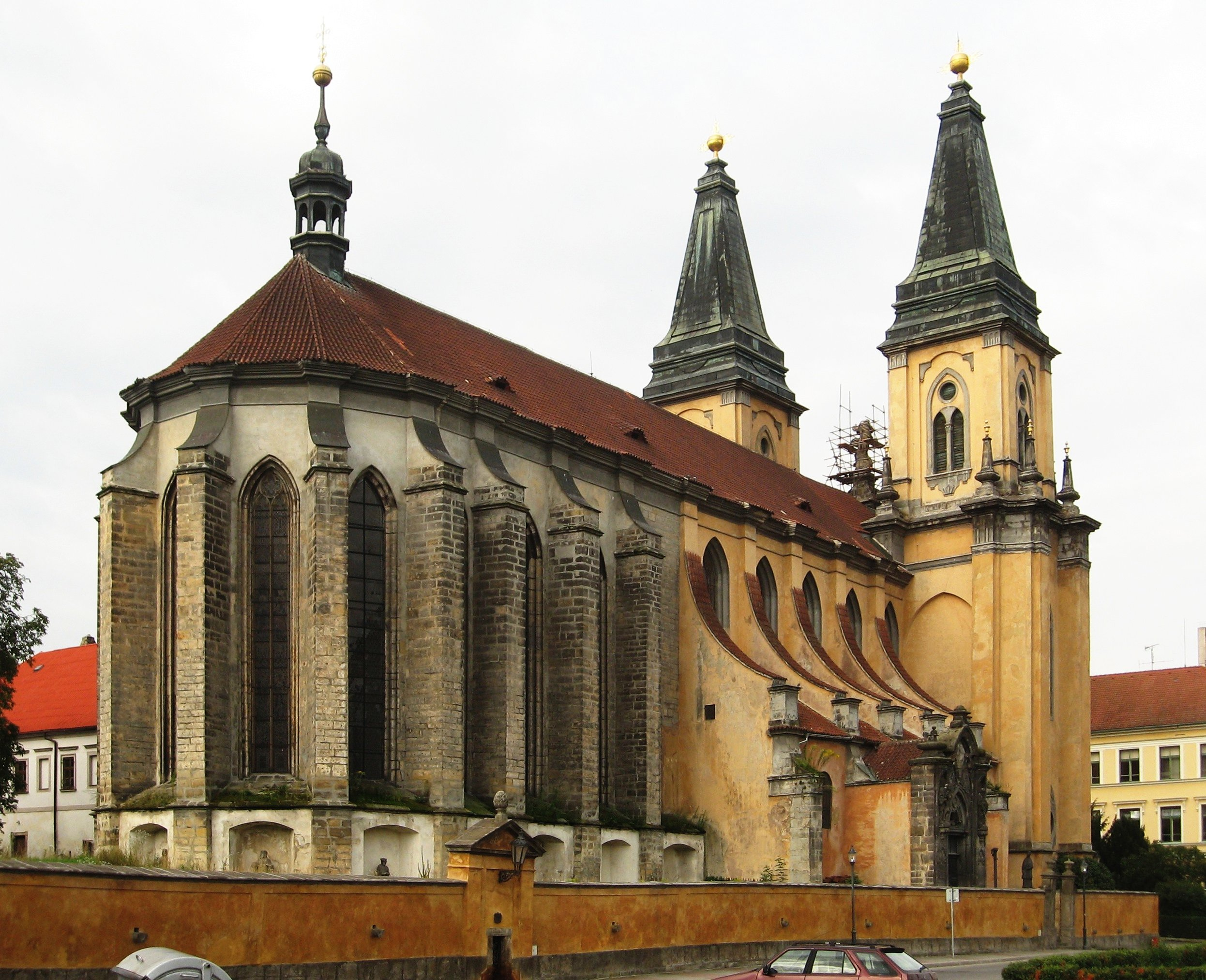
Stiftskirche „Mariä Geburt“, seit Ende des 16. Jahrhunderts Pfarrkirche

Bischof Johann von Dražice hielt sich mehrere Jahre am päpstlichen Hof in Avignon auf, wo er den bis dahin in Böhmen unbekannten Orden der Augustiner-Chorherren kennenlernte. Nach der Rückkehr im Jahre 1329 beabsichtigte er, in der Prager Altstadt in der Nachbarschaft des Dominikanerklosters ein Augustiner-Chorherren-Stift zu gründen. Nachdem ihm die Zustimmung hierfür von der Stadtverwaltung verwehrt wurde, entschloss er sich, das geplante Stift auf seinem Gut in Raudnitz zu errichten. Dort befand sich bereits die bischöfliche Burg, die von Fürstbischof Heinrich Břetislav III. in den 1180er Jahren im Stil der Romanik errichtet worden war. Sie diente den Prager Bischöfen als Landsitz bzw. als Zwischenstation auf dem Weg nach Bautzen und in die Oberlausitz. 1330 und erneut 1332 forderte Bischof Johann einen Instruktor aus Avignon an, der die augustinischen Klosterregeln in Raudnitz bekannt machen und einführen sollte. Dieser stammte vermutlich aus dem Konvent des hl. Rufus in Avignon. Mit ihm zusammen kam wahrscheinlich auch der „Baumeister Wilhelm“ (mistr Vilém; auch Vilém z Avignonu) nach Raudnitz, dem der Auftrag zum Bau der Klosteranlage mit Kirche sowie der steinernen Brücke über die Elbe übertragen wurde. Die Genehmigung des Papstes Clemens VI. zum Bau der Raudnitzer Niederlassung wurde auf Wunsch des böhmischen Königs und späteren Kaisers Karl IV. mit der Bestimmung verbunden, nur Tschechen aufzunehmen. Diese Vorschrift wurde jedoch nach dem Tod des Bischofs Johann 1343 aufgegeben.
Gegründet wurde das Augustiner-Chorherrenstift Raudnitz am 25. Mai 1333 (Tag der Grundsteinlegung). Es wurde am linken Ufer der Elbe unterhalb der bischöflichen Burg gebaut und war zunächst für zwölf Kanoniker und einen Propst eingerichtet. Nach dem Tod des Bischofs Johann 1343 wurde der Bau der Klosteranlage durch dessen Nachfolger, den ersten Prager Erzbischof Ernst von Pardubitz im Jahre 1360 fertiggestellt. Er war zugleich Kanzler der Karlsuniversität und förderte die Augustiner-Chorherren mit der Gründung weiterer Stifte in seinem Erzbistum: 1349 das Stift in Jermer im Königgrätzer Kreis und 25. März 1349 das Stift in Glatz, der Hauptstadt der Grafschaft Glatz, die bis 1742/1763 unmittelbar zu Böhmen gehörte. Das Glatzer Stift war eine private Fundation des Erzbischofs und seiner Brüder Smil und Wilhelm von Pardubitz. Ebenfalls 1350 gründete König Karl IV. zu Ehren Karls des Großen das Augustiner-Chorherrenstift Prag-Karlshof. Weitere Stiftsgründungen folgten in den Prager Suffraganbistümern Olmütz und Leitomischl. Zur Verbesserung der Studiermöglichkeiten der Raudnitzer Kanoniker wurde 1352 mit Erlaubnis des Papstes der gemeinsame Schlafsaal aufgegeben und durch Einzelzellen ersetzt. Nachfolgend entstanden Schreibstuben; zudem wurde die Bibliothek erweitert.
Für alle böhmischen und mährischen Stifte galten verbindlich die „Raudnitzer Statuten“, die wahrscheinlich vom Stift Marbach im Elsass übernommen worden waren. Schriftlich aufgezeichnet wurden sie für das Stift Raudnitz 1347 durch dessen ersten Propst Nikolaus / Mikuláš. Die Statuten enthielten strenge Vorschriften für das klösterliche und geistliche Leben, vor allem für das Armutsgelöbnis. Noch im 14. Jahrhundert wurden sie von weiteren Stiften übernommen: 1384 vom Augustiner-Chorherrenstift Sagan im schlesischen Herzogtum Sagan; 1390 in Neunkirchen am Brand im Bistum Bamberg; 1417 im Kloster Indersdorf im Bistum Freising. Das Kloster Indersdorf wurde ein Zentrum der „Raudnitzer Reform“, die nun auch als „Indersdorfer Reform“ bekannt wurde und von zahlreichen bayerischen und Tiroler Klöstern übernommen wurde.
Mit dem Ausbruch der Hussitenkriege wurde die Blütezeit der Chorherrenstifte in Böhmen beendet. Am 30. Mai 1421 zerstörten Truppen Jan Žižkas auch das Stift Raudnitz. Wegen der drohenden Gefahr waren die Kanoniker schon vorher geflohen. Im Exil fanden sie Aufnahme bei den Mitbrüdern in Erfurt, Petersberg b. Halle, im Breslauer Sandstift und in Sagan. Nach 1436 kehrten einige Kanoniker aus dem Exil zurück und begannen – vermutlich von Budin aus – mit dem Wiederaufbau des Stifts. 1462 entsandte der Glatzer Propst Michael Czacheritz zwei Chorherren nach Raudnitz, die ihr Stammkloster beim Wiederaufbau unterstützen sollten. Obwohl die verbliebenen Chorherren das Ordensleben wieder aufgenommen hatten, führten deren Bemühungen zu keinem dauerhaften Erfolg. Um die Wende vom 15. zum 16. Jahrhundert erlosch die Kanonie von selbst. Der Propsttitel wurde danach auf den jeweiligen Pfarrer der früheren Klosterkirche „Mariä Geburt“ übertragen. Diese wurde nach der Reformation Ende des 16. Jahrhunderts wieder aufgebaut und zur Propstei bestimmt. Nach einem Brand 1676 wurde sie 1725–1734 durch Octavio Broggio im Stil der Barock wiederaufgebaut.

## Stiftsbibliothek und Skriptorium
Die Raudnitzer Stiftsbibliothek erlangte eine überragende Bedeutung für die Kultur und Bildung des Spätmittelalters in Böhmen und den angrenzenden Gebieten. Den Grundstock bildeten Schenkungen des Gründerbischofs Johann von Dražice mit biblischen und liturgischen Handschriften sowie Werken der hll. Augustinus und Anselm; außerdem kirchenrechtliche Schriften südeuropäischer Herkunft. Erzbischof Ernst von Pardubitz stiftete Codices, die für das geistliche und religiöse Leben sowie die mönchische Lebensform und Disziplin in der Kanonie wichtig waren. Weitere Werke entstanden im Stiftsskriptorium, das bereits in den 1350er Jahren Abschriften und Illustrationen für die Bibliothek geschaffen hatte. Eine der herausragenden Handschriften war der „Raudnitzer Psalter“ aus dem Anfang des 15. Jahrhunderts, der später in die Bibliothek des Prager Metropolitankapitels gelangte.
Obwohl im Jahre 1421 auch die Stiftsbibliothek zerstört wurde, konnten zahlreiche Bücher dadurch gerettet werden, dass die Chorherren sie bei ihrer Flucht mitgenommen hatten. Einige davon mussten sie im Laufe der Jahre aus wirtschaftlichen Gründen verpfänden. Jene Bücher, Schriftstücke und Archivalien, die sie nicht mitnehmen konnten, hatten sie vermutlich schon vorher auf der bischöflichen Burg versteckt. Diese war durch die Hussiten nicht zerstört worden, weil sie damals im Besitz des Bischofs Konrad von Vechta war, der sich vorher den Utraquisten zugewandt hatte.
Nach der Rückkehr der Kanoniker aus Breslau wurden in der zweiten Hälfte des 15. Jahrhunderts die so geretteten Teile der vormaligen Bibliothek wieder zusammengeführt. Danach wurden sie wahrscheinlich in der Klosterkirche bis zum Ende des 16. Jahrhunderts versteckt bzw. aufbewahrt. Mit dem ersten weltlichen Propst Johann von Kirchberg (Jan Kyrchperg z Kyrchpergu) gelangte die Sammlung nach Budin und von dort wahrscheinlich im 18. Jahrhundert über Vermittlung der Michna von Vacínov auf das Schloss Březnice. Dessen Besitzer Josef Kolowrat Krakowsky schenkte die Sammlung dem neu gegründeten Prager Nationalmuseum. Dort befinden sich die meisten der heute bekannten Raudnitzer Handschriften.

## Pröpste (Auswahl)
- Vít / Veit / Vitus, erstmals erwähnt 1337, letztmals 1347, als er resignierte. Todesjahr unbekannt.
- Nikolaus / Mikuláš, als Propst belegt 1347; † 1383.
- Peter Clarificator / Petr Klarificátor (Propst 1382–1406); verfasste u. a. die Schrift „Compendium honeste vite“; geistlicher Führer, Beichtvater und Verfasser der Lebensgeschichte „Petri Clarificatoris Vita domini Johannis, Pragensis archiepiscopi tercii“ des Erzbischofs Johann von Jenstein.
- Matěj Vrabec / Sperling; 1428–1430 hielt er sich im Kloster Petersberg b. Halle auf; dort zum Propst von Raudnitz gewählt; anschließend bis 1439 im Exil im Breslauer Sandstift. 1440 kehrte er vermutlich mit weiteren Mitbrüdern nach Raudnitz oder das westlich gelegene Budin zurück. 1457–1459 soll er sich im ostböhmischen Neubürgles oder auf der benachbarten Burg Frymburk zusammen mit einem Augustinermönch aus dem ebenfalls erloschenen Stift in Sadská aufgehalten haben. Starb am 11. September 1472 in Budin.

## Bekannte Kanoniker (Auswahl)
- Der Raudnitzer Chorherr Prokop wurde erster Propst des 1349 gegründeten Prager Stifts Karlshof
- Stephan / Štěpán z Uherčic, auch Štěpán z Roudnice († 1365); zusammen mit Bonsignore de Bonsignori erster Professor der Juristischen Fakultät der Karlsuniversität; 1351 als Prager Generalvikar belegt. 1358 gab er seine Funktionen auf und trat als Mönch in das Stift Raudnitz ein.
- Matouš / Matthäus Beran († 4. Mai 1461); wirkte als Schreiber und Autor zahlreicher theologischer und medizinischer Handschriften. Nach der Flucht 1421 hielt er sich in Erfurt auf, wo er vermutlich an der Universität beschäftigt war und 1430 an der Wahl des Propstes Matěj Vrabec teilnahm. Im Juli 1445 wurde er zum Propst des Stifts Rokycany bestimmt.[3]
- Ambrož / Ambrosius Rudnicensis; vermutlich letzter Mönch von Raudnitz; starb nach dem Raudnitzer Nekrolog am 16. Juli 1496 als „ehrwürdiger Vater und Propst“ in Budin. In der dortigen Kirche wurde er vor dem Marienaltar beigesetzt.[4]